# Heliotropium esfandiarii
Heliotropium esfandiarii är en strävbladig växtart som beskrevs av H. Akhani och H. Riedl. Heliotropium esfandiarii ingår i Heliotropsläktet som ingår i familjen strävbladiga växter. Inga underarter finns listade i Catalogue of Life.